# Ludus duodecim scriptorum

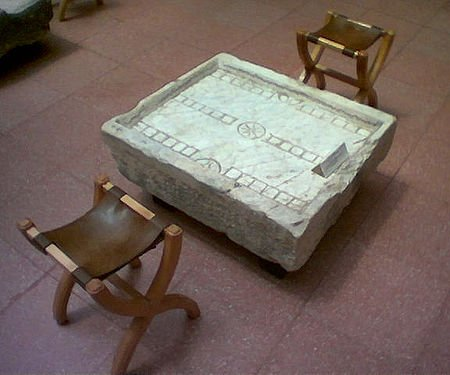
Tabuleiro no museu de Éfeso

O Ludus duodecim scriptorum , ou simplesmente, duodecim scriptorum, que se traduz por "jogo das doze linhas", é um jogo de tabuleiro, similar ao gamão, que foi praticado na Roma Antiga. Encontraram-se vários tabuleiros desse jogo, inscritos no mármore de tabernas, do circo e do fórum. Na realidade, frequentemente ao lado das linhas havia letras que formavam frases de todos os tipos, como:
VIRTUS  IMPERI
HOSTES  VINCTI
LUDANT  ROMANI
Tradução do latim: O PODER DO IMPÉRIO - O INIMIGO LIMITADO - OS ROMANOS JOGAM
Este jogo, por sua vez, assemelha-se a outro jogo de tabuleiro romano, o latrúnculo

## História
Na Roma Antiga havia um jogo, que terá sido um possível percursor do alquerque (e este, por seu turno, do jogo das damas), que se chamaria o "jogo das doze linhas" (Duodecim Scripta), que se jogava num tabuleiro análogo ao pente grammai grego ou mesmo ao jogo das nove linhas egípcio. O nome é intuitivo, jogava-se em tabuleiros com peças.
Tratar-se-ia de um jogo de sorte e de estratégia, com semelhanças ao gamão moderno. As peças, que seriam entre 12 e 30, representavam homens, sendo que, por vezes eram designadas exatamente como tal, e apresentavam as cores preta e branca. Havia capturas de peças saltando sobre a peça do adversário e ocupando a casa por ela ocupada. As peças capturadas saiam do tabuleiro e regressavam ao jogo mais tarde. O vencedor seria aquele que completasse o percurso do jogo, ou capturando os "homens" do adversário ou impossibilitando a captura dos seus homens.  Além das peças, também se jogaria com dois ou três dados, consoante se jogava com 12 ou 30 peças. Não se conhece em que posições estariam as peças ao começar o jogo.
Com base na passagem « ὀπισθιδίη ὁδὸς» escrita por Agátias fica-se com a ideia de que o jogo tanto se poderia jogar em casa como na rua.
A mais antiga menção a este jogo encontra-se na obra de Ovídio Ars Amatoria (A Arte de Amar) (escrita entre 1 a.C e 8 d.C). Um exemplar antigo deste jogo foi exumado nas escavações arqueológicas de Kibyra no Sul da Turquia.

### Léxico do jogo
Dada a popularidade da língua grega no império romano, à data em que se jogava este jogo, alguns termos designavam-se pelo nome grego, não tendo chegado até nós o seu equivalente latino.
- O tabuleiro dava pelo nome de tabula,[7] ou, mais raramente abacus, ou, ainda, se tivesse uma borda com relevo, alveus[8] (por exemplo, Plínio, no capítulo XIII, do Livro VII, da obra História Natural, menciona «“alveus cum tesseris lusorius»- lit «tabuleiros com dados de jogar»);
- Às 'peças chamavam-se "homens" ou então "pedrinhas", do gr. ψῆφοι ( 'psífoi' = lit. «pedrinha; seixo; gogo»)[9] ou do lat. "calculi " (pedrinha);[10]
- À situação do jogo num dado momento chamava-se θέσις (gr. 'thésis' = lit. «posição; disposição»);[11][12]
- Ao avanço com a peça, τιθέναι (tithénai= pisar, pousar, depositar, colocar), chamava-se "colocação";[13]
- À retirada ou captura de uma peça do tabuleiro ἀνατιθέναι (gr. 'anathema' = lit. «remeter; preterir»)[14][15] ou reducere (lat.),[16] chamava-se "retirada".

## Regras do Jogo

### Preliminares[17]
- Jogadores: 2
- Peças:

1. 12 peças, 6 brancas e 6 pretas, 2 dados.

ou então
1. 30 peças, 15 brancas e 15 pretas, 3 dados.

- Tabela de pontuação dos dados: uma tabela que faz corresponder a pontuação da soma dos dados, com casas específicas do tabuleiro de jogo
- Tabuleiro

### Início do Jogo

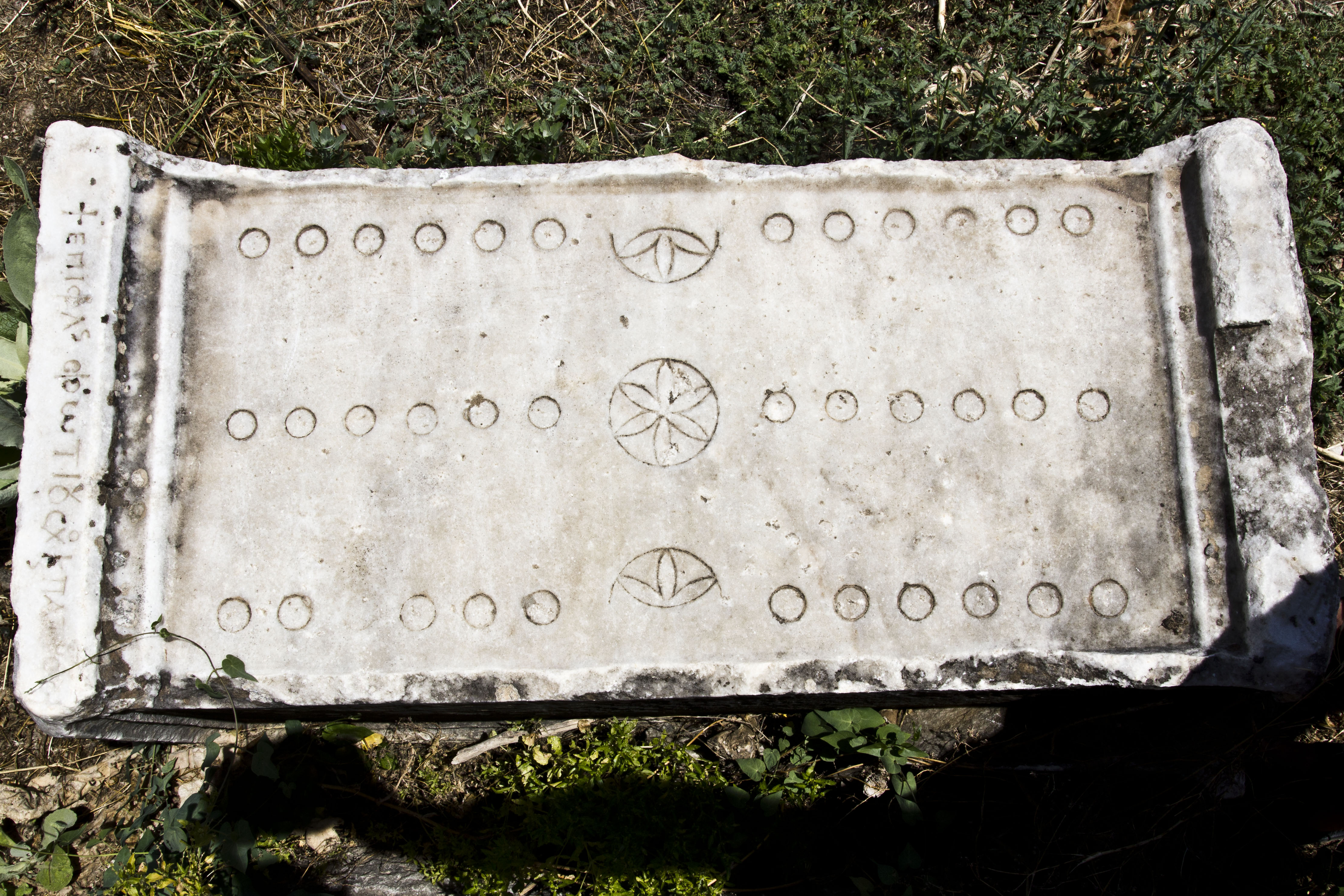
Alveus, ou tabuleiro, do jogo das doze linhas dos século II a.C

No início do jogo, o objetivo principal é ir posicionando as peças no tabuleiro, procurando a disposição mais proveitosa, depois de feito o posicionamento, o objetivo seguinte passa por conseguir fazer com que todas as peças percorram o trajeto do jogo sem serem capturadas pelo adversário.
1. Lançam-se os dados, quem obtiver a pontuação mais alta começa.
2. Podem-se usar os pontos dos dois dados somados, para mover uma peça ou, então, pode-se usar os pontos de um só dado para posicionar uma peça e depois mover uma outra, usando a pontuação do dado sobrante.
3. Começa-se com as peças fora do tabuleiro do jogo e, uma vez lançado o dado, é possível fazer umas das três jogadas seguintes:
  1. põe-se uma peça numa casa de entrada correspondente ao número da soma dos dados, conforme o indicado na tabela de jogo.
  2. põe-se uma peça numa casa de entrada correspondente ao número de um só dado e outra peça na casa correspondente ao número do dado sobrante (se forem três dados, pode fazer-se, naturalmente, o mesmo com uma terceira peça)
  3. põe-se uma peça na casa de entrada correspondente ao número de um dado e avança-se com essa peça, segundo o número dado pelo segundo dado (se se tiver começado o jogo, pode-se mover qualquer peça que já esteja no tabuleiro, não tem necessariamente de ser aquela que se acabou de pôr no tabuleiro)

### Como jogar[18]
1. Se o mesmo número for lançado em ambos os dados, o jogador terá o direito de lançá-los novamente (se jogar com três dados, o mesmo número deve aparecer em todos os três).
2. Se uma peça calhar numa casa que já estiver ocupada por uma peça da mesma cor, fica em cima dela e passam a deslocar-se as duas juntas (como no jogo das damas, quando se faz dama).
3. Se uma peça calhar na casa da peça de um adversário, fica com o lugar e expulsa-a do tabuleiro, sendo que a peça expulsa pode regressar ao tabuleiro, mais tarde.
4. Uma peça que se encontre, por exemplo, na casa de entrada V, deve percorrer todas as casas de entrada, antes de entrar no percurso do jogo.
5. Nas casas de entrada não se pode pôr mais do que uma peça, a menos que a peça esteja na casa de entrada de entrada V e se desloque para a casa de entrada II, estando aquela já ocupada, nesse caso põe-se a peça que estava na casa V em cima da peça da casa II.
6. Uma coluna de peças só pode ser derrotada por uma coluna de peças adversárias de igual ou maior número. As peças da coluna derrotada são expulsas do tabuleiro, podendo regressar mais tarde ao jogo.
7. É necessário obter um resultado específico nos dados, para que as peças se dirijam ao lugar pretendido, caso contrário, ter-se-á que passar a jogada.
8. Se um jogador não pode fazer jogadas nenhumas, passa a jogada.

### Objetivo do Jogo
Ganha quem trouxer as peças todas até ao fim do percurso, antes do adversário.

## Jogadores célebres
O primeiro jogador romano de duodecim scripta de que há registo, sendo certo que terão certamente havido muitos outros antes, foi o cônsul Públio Múcio Cévola, que viveu no século II a.C.. De acordo com Cícero, Públio jogava tão bem que "era capaz de jogar de olhos vendados" (o que pode muito bem ser simplesmente uma força de expressão).
Quintiliano,na obra Institutio Oratoria, Livro décimo primeiro, capítulo II, inclusive faz o relato de que Cévola, certa vez, depois de perder um jogo, foi capaz de se recordar de todas as jogadas anteriores, indicando concretamente a jogada em que cometera um erro, que lhe valera a derrota, tendo confirmado com o adversário todas as passagens e jogadas que cada um fez. Quintiliano cita isso, "com o intuito de salientar a boa memória deste cônsul".